# Ala (odinani)
Ala, também conhecido como Ale, Alla, Ane ou Ani, na  mitologia ibo é a deusa da fertilidade e Mãe Terra, que também governa o mundo inferior. Seu nome se traduz literalmente como "chão", estabelecendo-a como a energia da terra e do solo. Isso faz de  Ala a maior deusa do povo ibo da Nigéria.

## Poder
Diz-se que se uma pessoa comete um tabu em uma comunidade, que eles tenham também profanado ou insultado Ala como a abominação (chamado ajo njo ou Aru Ala/Alu Ani) foi cometida em sua terra. Ala é também responsável por muitos aspectos da sociedade ibo, bem como a tutela das mulheres e crianças em geral. Acredita-se também que ela pode ser a esposa de Chukwu ou filha. Ela é muitas vezes representado com uma criança pequena em seus braços e seu símbolo é a lua crescente. Acredita-se que as almas dos mortos residem em seu sagrado ventre. Todos na comunidade têm de respeitar Ala, como todos vivem em ala, a terra. Foi por vezes acreditado que Ala, poderia te engolir para dentro do subterrâneo.
Ala ainda é adorada pelos Ibos da Nigéria e é homenageada anualmente durante o Yam Festival.